# Union der Landstände

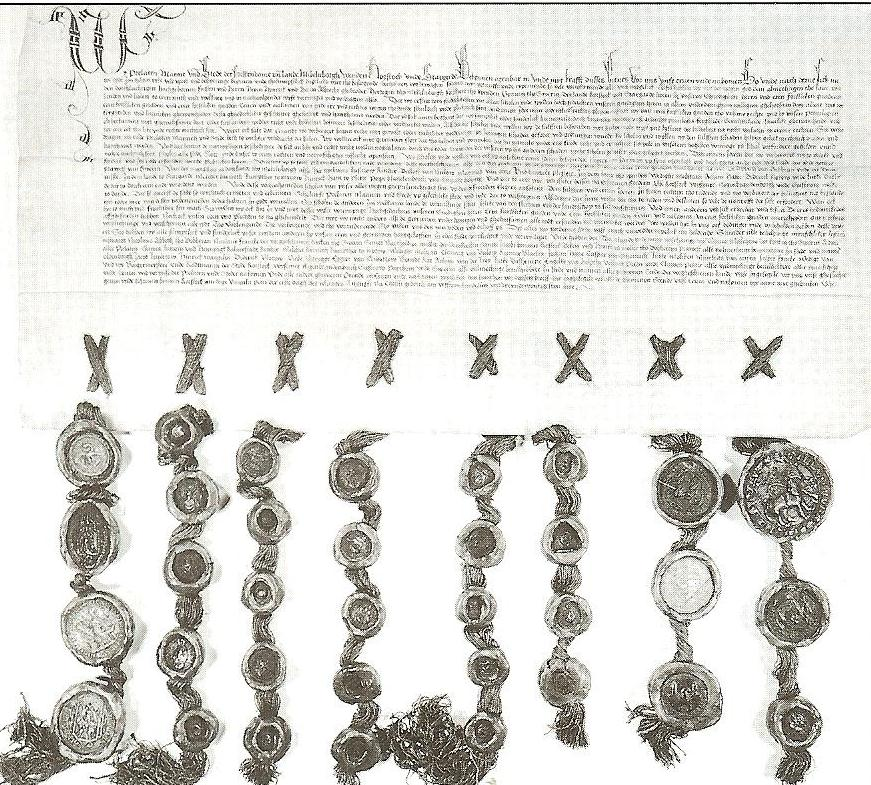
Ratifikationsurkunde der Union der mecklenburgischen Landstände, sog. Große Union

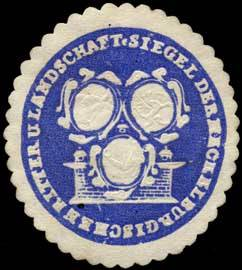
Ritter- und Landschaft - Siegel, die drei ständischen Kreise symbolisierend

Die Union der Landstände in Mecklenburg, auch Landständische Union oder (auf die Ritterschaft verkürzt) als Union der mecklenburgischen Ritterschaft bezeichnet, war ein Vertrag vom 1. August 1523, in dem sich die Landstände Mecklenburgs zu einem ewigen Bund zusammenschlossen. Dieser bildete fast vier Jahrhunderte lang die Grundlage des ständischen, mecklenburgischen Staates.

## Entstehung
Die Landstände in Mecklenburg bildeten sich seit dem 13. Jahrhundert heraus, als zunächst die Ritterschaft, die Gesamtheit der Vasallen in Mecklenburg, in bestimmten Angelegenheiten zusammengerufen wurden (z. B. 1275 wurden die Vasallen in einem Vormundschaftsstreit vollzählig zusammengerufen). Die Landschaft, die Vertretung der landständigen Städte (Vgl.  Landstadt in Mecklenburg), geht auf den Beginn des 14. Jahrhunderts zurück, als die Ritterschaft zu ihren Versammlungen Vertreter der Städte hinzuzog.
Da die effektive Erhebung von Steuern für Landeszwecke, deren Aufkommen vor allem von Handelsumsätzen städtischer Kaufleute und von Löhnen freier Städter herrührte, der Kooperation der städtischen Finanzbehörden bedurfte, stand die Einführung oder Veränderung jeder einzelnen Steuer unter dem Vorbehalt der Zustimmung durch die mecklenburgischen Landtage. Die dorthin entsandten Vertreter repräsentierten Landschaft, Ritterschaft oder seit Beginn des 15. Jahrhunderts auch Prälaten, die alle drei zusammen die Landstände bildeten. „Ihre weitere Formierung erfolgte im ständigen Machtkampf mit der Landesherrschaft.“ Seit der Einigung Mecklenburgs unter Heinrich IV. dem Dicken 1471 versammelten sich die jeweiligen Stände der drei Teilherrschaften Mecklenburg (Mecklenburgischer Kreis), Wenden (Wendischer Kreis) und Stargard (Stargardischer Kreis) zunehmend zu gemeinsamen Landtagen.
Als Herzog Magnus II. im November 1503 starb, hinterließ er drei Söhne und einen zur Mitregierung berechtigten Bruder. Es gab keine Primogenitur-Regelung in Mecklenburg; Magnus hatte aber empfohlen, die Leitung der Staatsgeschäfte seinem ältesten Sohn Heinrich V. (1479–1552) zu überlassen.
Heinrich regierte gemeinschaftlich mit seinen Brüdern Erich (1483–1508) und Albrecht VII. (1486–1547) und seinem Onkel Balthasar. Letzterer starb am 16. März 1507 und Erich am 22. Dezember 1508, beide ohne Erben, so dass Heinrich und Albrecht in den Besitz des ganzen Landes kamen. Auch sie regierten zunächst gemeinschaftlich, obwohl Albrecht wiederholt eine Landesteilung befürwortete.
Im Neubrandenburger Hausvertrag vom 7. Mai 1520 wurde festgelegt, dass Heinrich in Schwerin und Albrecht in Güstrow regieren sollte. Das Domanium wurde in zwei Hälften geteilt, der Klosterbesitz und die Städte blieben unter gemeinschaftlicher Regierung. Dies führte zu fortgesetzten Streitigkeiten zwischen den Brüdern und letztlich zu einer Stärkung der Eigenständigkeit der Landstände. Diese waren durch die Teilungspläne alarmiert und fürchteten um ihre Privilegien. Hinzu kamen die Auseinandersetzungen im Reich im Gefolge der Reformation und das Ende der Kalmarer Union im Norden mit der erzwungenen Abdankung von König Christian II.. in Dänemark und Norwegen im Januar 1523 und der Wahl von Gustav I. Wasa zum König von Schweden am 6. Juni 1523. Die Landstände beschlossen daher am Rande des regulären Landtags in Sagsdorf 1523, eine Union zu schließen. Dazu kamen sie am Tag Vincula Petri (Petri Kettenfeier, 1. August) 1523 in Rostock zusammen.

## Inhalt
Vertragschließende Parteien waren die Prälaten (geistliche Würdenträger), Mannen (Ritter) und Städte der Landesteile Mecklenburg, Werle, Rostock und Stargard.
Die Landstände verbanden sich in diesem Vertrage an Eides statt, auf ewig untereinander Rat, Beistand und Entschädigung zu leisten und Friede, Recht mit Einigkeit zu bewahren. Alle freien Einwohner (also nicht die der Leibeigenschaft unterworfene Landbevölkerung) eines jeden Kreises sollen einerlei Rechte, Privilegien und Freiheiten haben und sowohl in weltlichen, als auch in kirchlichen Sachen, nach einerlei Gesetzen, Verordnungen und Verträgen regiert werden.
Zur Vertretung der Landstände und zur Klärung von Streitigkeiten wurde ein Ausschuss von 22 Mitgliedern berufen, aus dem sich später der Engere Ausschuß als Exekutivorgan der Landstände entwickelte.
Die Prälaten waren 1549 letztmals auf dem Landtag vertreten; als Folge der Reformation wurde ihr Landbesitz dem fürstlichen Domanium zugeschlagen. Danach gliederten sich die Landstände in das Korps der Ritterschaft und das Korps der Landschaft. Zur Ritterschaft gehörten die Besitzer landtagsfähiger Hauptgüter, zur Landschaft alle im Jahre 1549 existierenden Landstädte in Mecklenburg. Die Zugehörigkeit zur Ritterschaft beruhte auf landtagsfähigem Landbesitz, nicht auf Abstammung. Zur Ausübung ständischer Selbstverwaltung waren die Gesamtstände als Ritter- und Landschaft in drei Kreise eingeteilt. In ihrer Bezeichnung: mecklenburgischer, wendischer und stargardscher Kreis lebten die drei mittelalterlichen Einzelherrschaften fort, in ihrer Abgrenzung hielten sie sich jedoch an die 1621 durch die Zweite Mecklenburgische Hauptlandesteilung geschaffenen Grenzen. Der mecklenburgische Kreis entsprach dem Herzogtum Schwerin, der wendische dem Herzogtum Güstrow ohne das Land Stargard, das einen eigenen Kreis bildete und ab dem Hamburger Vergleich (1701) den Hauptteil des neuen Teilherzogtums Mecklenburg-Strelitz bildete. Dessen anderer, westlicher Teil, das Fürstentum Ratzeburg, nahm an der Union nicht teil, da es als erst 1648 säkularisiertes Kirchengut komplett zum Domanium zählte. Die Kreise waren zu Selbstverwaltungszwecken in ritterschaftliche Ämter untergliedert.
Im Korps der Landschaft errangen die Seestädte Rostock und Wismar eine Sonderstellung; sie gehörten keinem der Kreise an. Wismars Geschichte wurde zudem durch die schwedische Oberhoheit von 1648 bis 1803 in besonderer Weise geprägt. Nach Wismars de facto Rückgliederung 1803 und Schwedens de jure Verzicht 1903 gehörte die Stadt völkerrechtlich zu Mecklenburg. Die Landschaft gab der Wiederaufnahme Wismars in ihre Mitte zum 1. Juli 1897 statt. Die Landstädte wurden kreisweise durch je eine Vorderstadt geführt: Parchim stand an der Spitze der mecklenburgischen, Güstrow der wendischen und Neubrandenburg der stargardschen Städte.
Die projektierte Landesteilung wird zwar mit keinem Wort erwähnt, aber es ist klar, dass die Union vor allem auch dazu gegründet wurde, um durch die Beschwörung der Privilegien und Gerechtsame eine geschlossene Landstandschaft zu bleiben und dadurch jede Herrschaftsteilung in ihren Folgen zu minimieren, eine Real-Landesteilung unmöglich zu machen und das ständische Gesamtgefüge in Mecklenburg auf Dauer zu erhalten.

## Folgen
Ab 1523 bildeten die Stände eine dauerhafte, einheitliche, und damit mächtige landständische Korporation. Es begann der Ausbau der für Mecklenburg so bestimmenden landständischen Verfassung und Organisation.
Ungeachtet aller Herrschaftsteilungen der Dynastie blieben die mecklenburgischen Landstände eine gemeinsame, unteilbare Körperschaft. Die wachsende politische und ökonomische Kraft der landständischen Union hinderte die Landesherren in der Folgezeit an der Durchsetzung absolutistischer Herrschaftspraxis. Die Prälaten als Vertreter der Klöster und Kollegiatstifte im Lande büßten im Zuge der Reformation ihre Bedeutung ein. 1549 zuletzt zu einem Landtag hinzugezogen wurden Prälaten 1552 nicht mehr als landtagsfähig anerkannt. Drei Klöster (die fortan so genannten Landesklöster Dobbertin, Malchow und Ribnitz) gingen 1572 als lutherische Fräuleinstifte in die Regie der Ritter- und Landschaft über. Seit Ausscheiden der Prälaten bildete die Ritter- und Landschaft die Landstände Mecklenburgs.
Die Ritter- und Landschaft entwickelte sich zur stärksten politischen Kraft des mecklenburgischen Gesamtstaates, den sie als eiserne Klammer über Jahrhunderte zusammenhielt. Diese Vereinigung, die alte Union, ist in der Folge verschiedentlich in Frage gestellt, doch immer wieder erneuert worden. 1733 bekräftigten die Landstände sie als Neue Union. Dem Versuch der Herzöge, 1748 durch eine Konvention eine Teilung herbeizuführen, begegneten sie mit offenem Widerstand und Protesten.
Schließlich mussten die Herzöge im Landesgrundgesetzlichen Erbvergleich von 1755 die Union bestätigen, in welchem der Text von 1523 als Anlage 8 Bestandteil des Erbvergleichs war. Die Herzöge in Schwerin erkannten ab 1763 die Landjudenschaft Mecklenburg-Schwerins als Standesvertretung ohne legislative Befugnisse aber mit Binnenautonomie an, während die Ritter- und Landschaft schon ihre Existenz ablehnte. Da der Versuch, Mecklenburg-Schwerin 1848 in eine konstitutionelle Monarchie umzuwandeln, mit dem Freienwalder Schiedsspruch scheiterte, wurde die Union nach kurzer Unterbrechung wiederbelebt und blieb bis zum Ende der Monarchie in Mecklenburg 1918 prägende Kraft der mecklenburgischen Verfassungs- und Verwaltungsgeschichte.

## Aufhebung
Die Stände wurden als Konsequenz der Novemberrevolution 1918 durch Verordnung vom 3. Dezember 1918 als Körperschaften des öffentlichen Rechts aufgehoben. Sie existierten jedoch als Privatkörperschaften für ihre korporativen Angelegenheiten und zivilrechtlichen Institutionen wie den Ritterschaftlichen Kreditverein, die Ritterschaftliche Brandkasse, die Ratswitwenkasse und Städtische Brandversicherungsgesellschaft mit ihren bisherigen Vertretungen unter der Bedingung der Annahme eines neuen Korporationsnamens weiter. Für die Abwicklung der Geschäfte wurde eine Regierungsgeschäftsstelle eingerichtet, die dem Staatsministerium unterstellt war und bis zum 10. Februar 1921 bestand. Noch bis 1927 gab es gerichtliche Auseinandersetzungen um Vermögenswerte, insbesondere um die Landesklöster, die bis vor den Staatsgerichtshof für das Deutsche Reich geführt wurden.

## Überlieferung
Die Union wurde in zwei Ausfertigungen ratifiziert. Beide Urkunden befinden sich seit der Übernahme des Landständischen Archivs 1924 im mecklenburgischen Landeshauptarchiv Schwerin.

### Große Union
Die Große Union, eine kalligraphisch ausgeführte Pergament-Urkunde von 37,7 × 74,3 cm, ist besiegelt von fünf Prälaten, 23 Rittern und sechs Städten. Die Unterzeichner waren:

#### Prälaten
- Ulricus Malchow, Administrator der Kirchen von Schwerin
- Nicolaus, Abt zu Doberan
- Nicolaus Franke, Senior des Schweriner Domkapitels
- Bartholdus Moller, Dekan der Domkirchen Sancti Jacobi in Rostock
- Hinricus Moller, Propst zu Dobbertin[10]

als Bevollmächtigte und Befehlshaber, an statt und im Namen aller Prälaten

#### Ritter
Bevollmächtigte Befehlshaber aller Mannschaft waren
- Claus Lützow
- Henning Halverstadt
- Melcher Barvoet, Komtur zu Mirow
- Wedige Molzahn
- Clement von Bülow
- Reimar Blücher
- Jochim Hane
- Kaspar von Schöneich, Kanzler von Herzog Heinrich V.
- Lütke Moltke
- Matthias von Oerzen
- Jasper Finke
- Wedige Oldenburg
- Jacob Levezow
- Hinrich Wangelin
- Diedrich Flotow
- Vicke Vieregge
- Eggert von Quitzow
- Berend Rohr
- Achim von der Lühe
- Lütke Bassewiß
- Engelke von Helpede
- Vollrad Preen
- Claus Penze

#### Städte
- Bürgermeister  der Städte Rostock und Wismar, Neubrandenburg, Güstrow, Parchim und Schwerin, als bevollmächtigte Befehlshaber, an statt und im Namen aller gemeinen Landstädte in Mecklenburg.

### Kleine Union
Daneben existiert die Kleine Union als Accessionsurkunde, in der gemeyne Prelaten, Manne und Stede die von ihren Bevollmächtigten abgeschlossene und ausgefertigte Erbvereinigung für sich, ihre Geschlechte, Erven unde Nakamen anerkannte. Sie wurde von über 280 Angehörigen der Ritterschaft und 8 Städten unterzeichnet und besiegelt.

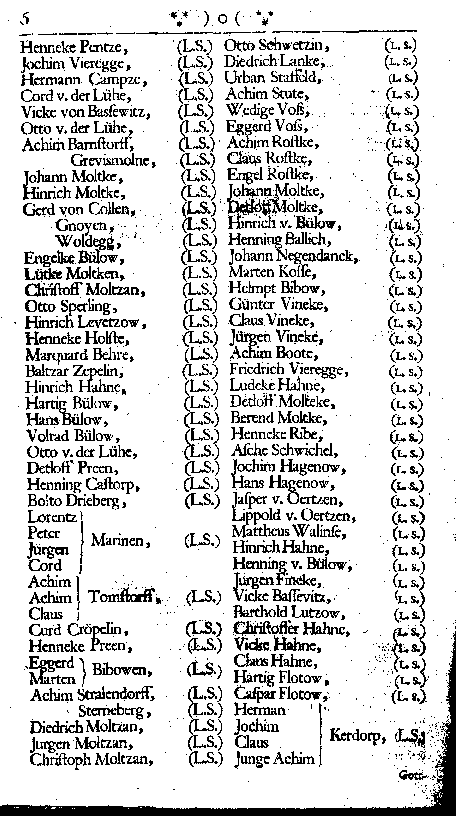
Liste der Unterzeichner der Kleinen Union
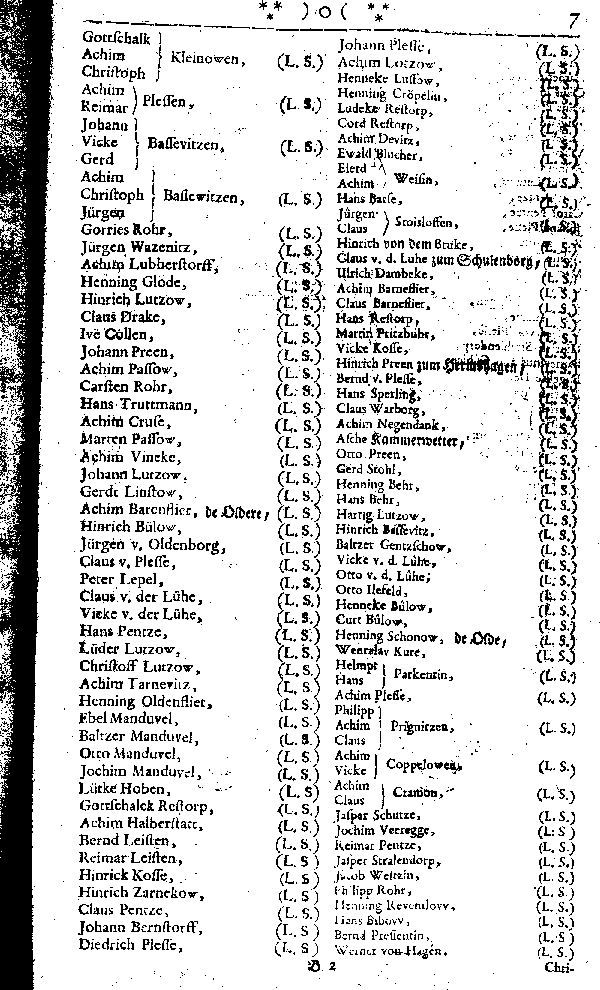
Liste der Unterzeichner der Kleinen Union (Fortsetzung)
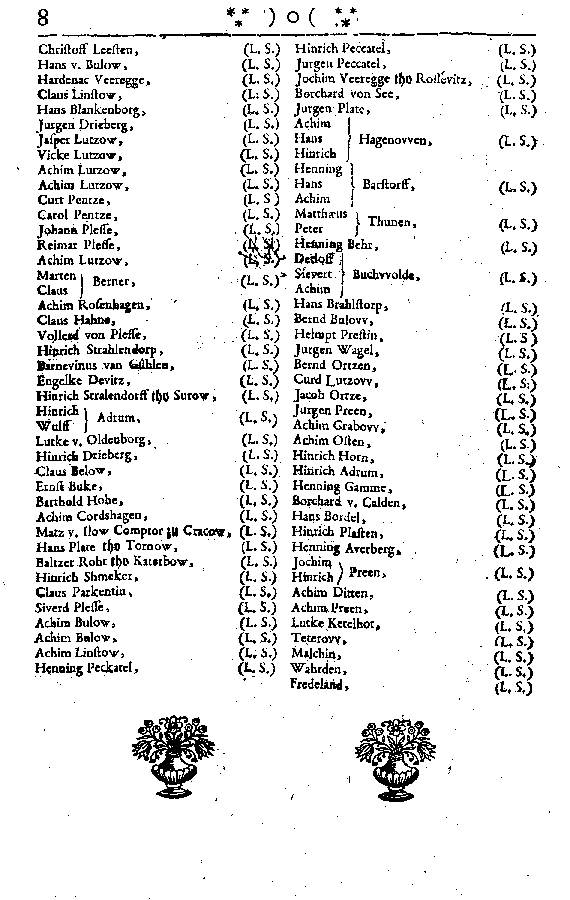
Liste der Unterzeichner der Kleinen Union (Schluss)

## Erinnerung
Im Lichthof des Rostocker Ständehauses (heute Oberlandesgericht Rostock) findet sich ein Mosaik, das an die Union erinnert: unter den drei Wappen der ritterschaftlichen Kreise Mecklenburg (Stierkopf), Wenden (Greif) und Stargard (Arm mit Ring) stehen die Daten: 1523 1. August (Union der Landstände) und 1755 18. April (Landesgrundgesetzlicher Erbvergleich).

### Ausgaben
- Abdruck der alten Union der Mecklenburgischen Landes-Stände, und derselben Ratification, De Anno 1523. den 1. Augusti: in Plattdeutscher Sprache, samt beygefügter Hochteutschen Uebersetzung. – o. O., um 1720
- Grosse Union: Volltext ohne Namen der Unterzeichner bei Hugo Sachsse: Mecklenburgische Urkunden und Daten. Rostock, 1900. S. 214–216 (Digitalisat)
- Kleine Union: Volltext ohne Namen der Unterzeichner bei Hugo Sachsse: Mecklenburgische Urkunden und Daten. Rostock, 1900. S. 216–217 (Digitalisat)

### Sekundärliteratur
- Carl Hegel: Geschichte der meklenburgischen Landstände bis zum Jahr 1555. Mit einem Urkunden-Anhang. Rostock, 1856. (Digitalisat des Exemplars der Princeton University)
- Uwe Heck, Gerhard Heitz: Die Union der Stände von 1523. Ereignis und Folgen. In: Wolf Karge (Hrsg.): Ein Jahrtausend Mecklenburg und Vorpommern. Rostock 1995, S. 134–142.
- Uwe Heck: Geschichte des Landtags in Mecklenburg. Ein Abriss. Rostock, 1997. ISBN 3-929544-48-2.